# Mourre Nègre
Mourre Nègre – szczyt w Préalpes de Provence, części Alp Zachodnich. Leży w południowo-wschodniej Francji w regionie Prowansja-Alpy-Lazurowe Wybrzeże niedaleko miejscowości Auribeau, Cabrières-d’Aigues i Castellet.